# Philoponella signatella
Philoponella signatella är en spindelart som först beskrevs av Roewer 1951.  Philoponella signatella ingår i släktet Philoponella och familjen krusnätsspindlar. Inga underarter finns listade i Catalogue of Life.